# محدوده سایبری
محدوده سایبری (انگلیسی: Cyber range) محیط‌های مجازی هستند که برای آموزش امنیت سایبری، جنگ سایبری، شبیه‌سازی و توسعه فناوری‌های مرتبط با امنیت سایبری استفاده می‌شوند. مقیاس آنها می‌تواند به طور چشمگیری از یک تک نود تا یک شبکه شبیه به اینترنت متغیر باشد.